# Xã Montebello, Quận Hancock, Illinois
Xã Montebello (tiếng Anh: Montebello Township) là một xã thuộc quận Hancock, tiểu bang Illinois, Hoa Kỳ. Năm 2010, dân số của xã này là 3.579 người.